# Hockey Club Forte dei Marmi nelle competizioni internazionali
Di seguito sono elencate le partite dell'Hockey Club Forte dei Marmi nelle competizioni internazionali.

## Statistiche
| Competizione                                 | PAR | G  | V  | N | P  | F   | S   |
| -------------------------------------------- | --- | -- | -- | - | -- | --- | --- |
| Coppa dei Campioni/Champions League/Eurolega | 7   | 53 | 26 | 8 | 19 | 222 | 185 |
| Coppa CERS/WSE                               | 6   | 29 | 15 | 1 | 13 | 160 | 114 |
| Totale                                       | 13  | 82 | 41 | 9 | 32 | 382 | 299 |

Legenda:
- PAR = partecipazioni alla competizione
- G = partite giocate
- V = vittorie
- N = pareggi
- P = sconfitte
- F = Goal segnati
- S = Goal subiti

## Coppa dei Campioni/Champions League/Eurolega

### 2014-2015
| Turno            | Partita                              | Risultato |
| ---------------- | ------------------------------------ | --------- |
| Fase a gironi    | Forte dei Marmi - Juventude Viana    | 6 - 2     |
| Fase a gironi    | Germania Herringen - Forte dei Marmi | 7 - 11    |
| Fase a gironi    | Liceo La Coruña - Forte dei Marmi    | 7 - 8     |
| Fase a gironi    | Forte dei Marmi - Liceo La Coruña    | 11 - 6    |
| Fase a gironi    | Juventude Viana - Forte dei Marmi    | 8 - 3     |
| Fase a gironi    | Forte dei Marmi - Germania Herringen | 9 - 7     |
| Quarti di finale | Breganze - Forte dei Marmi           | 5 - 2     |
| Quarti di finale | Forte dei Marmi - Breganze           | 4 - 4     |

### 2015-2016
| Turno            | Partita                       | Risultato |
| ---------------- | ----------------------------- | --------- |
| Fase a gironi    | Forte dei Marmi - Vendrell    | 6 - 2     |
| Fase a gironi    | Quévert - Forte dei Marmi     | 3 - 5     |
| Fase a gironi    | Valongo - Forte dei Marmi     | 5 - 5     |
| Fase a gironi    | Forte dei Marmi - Valongo     | 8 - 7     |
| Fase a gironi    | Vendrell - Forte dei Marmi    | 6 - 6     |
| Fase a gironi    | Forte dei Marmi - Quévert     | 9 - 1     |
| Quarti di finale | Vic - Forte dei Marmi         | 2 - 1     |
| Quarti di finale | Forte dei Marmi - Vic         | 7 - 5     |
| Semifinale       | Oliveirense - Forte dei Marmi | 3 - 2     |

### 2016-2017
| Turno            | Partita                         | Risultato |
| ---------------- | ------------------------------- | --------- |
| Fase a gironi    | Forte dei Marmi - Reus Deportiu | 2 - 4     |
| Fase a gironi    | Quévert - Forte dei Marmi       | 6 - 8     |
| Fase a gironi    | Sporting CP - Forte dei Marmi   | 5 - 7     |
| Fase a gironi    | Forte dei Marmi - Sporting CP   | 3 - 1     |
| Fase a gironi    | Reus Deportiu - Forte dei Marmi | 7 - 5     |
| Fase a gironi    | Forte dei Marmi - Quévert       | 2 - 1     |
| Quarti di finale | Forte dei Marmi - Barcellona    | 1 - 3     |
| Quarti di finale | Barcellona - Forte dei Marmi    | 3 - 4     |

### 2017-2018
| Turno         | Partita                      | Risultato |
| ------------- | ---------------------------- | --------- |
| Fase a gironi | Barcellona - Forte dei Marmi | 2 - 0     |
| Fase a gironi | Forte dei Marmi - Benfica    | 1 - 1     |
| Fase a gironi | Montreux - Forte dei Marmi   | 1 - 4     |
| Fase a gironi | Forte dei Marmi - Montreux   | 12 - 2    |
| Fase a gironi | Forte dei Marmi - Barcellona | 2 - 4     |
| Fase a gironi | Benfica - Forte dei Marmi    | 6 - 4     |

### 2018-2019
| Turno            | Partita                              | Risultato |
| ---------------- | ------------------------------------ | --------- |
| Fase a gironi    | Sporting CP - Forte dei Marmi        | 2 - 1     |
| Fase a gironi    | Forte dei Marmi - Liceo La Coruña    | 5 - 2     |
| Fase a gironi    | Germania Herringen - Forte dei Marmi | 1 - 7     |
| Fase a gironi    | Forte dei Marmi - Germania Herringen | 6 - 0     |
| Fase a gironi    | Forte dei Marmi - Sporting CP        | 0 - 0     |
| Fase a gironi    | Liceo La Coruña - Forte dei Marmi    | 6 - 3     |
| Quarti di finale | Forte dei Marmi - Porto              | 1 - 5     |
| Quarti di finale | Porto - Forte dei Marmi              | 3 - 2     |

### 2019-2020
| Turno         | Partita                           | Risultato |
| ------------- | --------------------------------- | --------- |
| Fase a gironi | Forte dei Marmi - Deportivo Liceo | 2 - 6     |
| Fase a gironi | SCRA Saint-Omer - Forte dei Marmi | 5 - 5     |
| Fase a gironi | Oliveirense - Forte dei Marmi     | 7 - 2     |
| Fase a gironi | Forte dei Marmi - Oliveirense     | 1 - 0     |
| Fase a gironi | Deportivo Liceo - Forte dei Marmi | 2 - 1     |

### 2022-2023
| Turno         | Partita                        | Risultato |
| ------------- | ------------------------------ | --------- |
| 1ª Fase qual. | Coutras - Forte dei Marmi      | 1 - 5     |
| 1ª Fase qual. | Forte dei Marmi - PAS Alcoy    | 6 - 2     |
| 1ª Fase qual. | Braga - Forte dei Marmi        | 1 - 1     |
| 2ª Fase qual. | Forte dei Marmi - Follonica    | 4 - 0     |
| 2ª Fase qual. | Forte dei Marmi - Caldes       | 2 - 1     |
| 2ª Fase qual. | Forte dei Marmi - Noia         | 1 - 3     |
| Fase a gironi | Barcellona - Forte dei Marmi   | 6 - 2     |
| Fase a gironi | Forte dei Marmi - Amatori Lodi | 3 - 2     |
| Fase a gironi | Valongo - Forte dei Marmi      | 4 - 4     |

## Coppa CERS/WSE

### 1985-1986
| Turno            | Partita                           | Risultato |
| ---------------- | --------------------------------- | --------- |
| Ottavi di finale | Cibeles - Atl. Forte dei Marmi    | 5 - 3     |
| Ottavi di finale | Atl. Forte dei Marmi - Cibeles    | 10 - 3    |
| Quarti di finale | Atl. Forte dei Marmi - Dennenberg | 10 - 2    |
| Quarti di finale | Dennenberg - Atl. Forte dei Marmi | 5 - 3     |
| Semifinale       | Atl. Forte dei Marmi - Bassano    | 5 - 8     |
| Semifinale       | Bassano - Atl. Forte dei Marmi    | 8 - 6     |

### 2001-2002
| Turno            | Partita                       | Risultato |
| ---------------- | ----------------------------- | --------- |
| Ottavi di finale | Forte dei Marmi - Oliveirense | 2 - 1     |
| Ottavi di finale | Oliveirense - Forte dei Marmi | 5 - 3     |

### 2002-2003
| Turno            | Partita                      | Risultato |
| ---------------- | ---------------------------- | --------- |
| Primo turno      | Forte dei Marmi - Langenthal | 11 - 4    |
| Primo turno      | Langenthal - Forte dei Marmi | 3 - 3     |
| Ottavi di finale | Noia - Forte dei Marmi       | 6 - 0     |
| Ottavi di finale | Forte dei Marmi - Noia       | 2 - 6     |

### 2011-2012
| Turno            | Partita                    | Risultato |
| ---------------- | -------------------------- | --------- |
| Primo turno      | Wimmis - Forte dei Marmi   | 3 - 5     |
| Primo turno      | Forte dei Marmi - Wimmis   | 8 - 1     |
| Ottavi di finale | Forte dei Marmi - Vendrell | 5 - 4     |
| Ottavi di finale | Vendrell - Forte dei Marmi | 4 - 1     |

### 2012-2013
| Turno            | Partita                    | Risultato |
| ---------------- | -------------------------- | --------- |
| Primo turno      | Dornbirn - Forte dei Marmi | 0 - 7     |
| Primo turno      | Forte dei Marmi - Dornbirn | 6 - 1     |
| Ottavi di finale | Barcelos - Forte dei Marmi | 5 - 3     |
| Ottavi di finale | Forte dei Marmi - Barcelos | 7 - 2     |
| Quarti di finale | Forte dei Marmi - Vendrell | 5 - 6     |
| Quarti di finale | Vendrell - Forte dei Marmi | 4 - 2     |

### 2013-2014
| Turno            | Partita                    | Risultato |
| ---------------- | -------------------------- | --------- |
| Primo turno      | Forte dei Marmi - Montreux | 11 - 2    |
| Primo turno      | Montreux - Forte dei Marmi | 6 - 12    |
| Ottavi di finale | Lleida - Forte dei Marmi   | 4 - 5     |
| Ottavi di finale | Forte dei Marmi - Lleida   | 6 - 6     |
| Quarti di finale | Turquel - Forte dei Marmi  | 5 - 3     |
| Quarti di finale | Forte dei Marmi - Turquel  | 14 - 3    |
| Semifinale       | Forte dei Marmi - Noia     | 2 - 3     |